# Jane Birkin

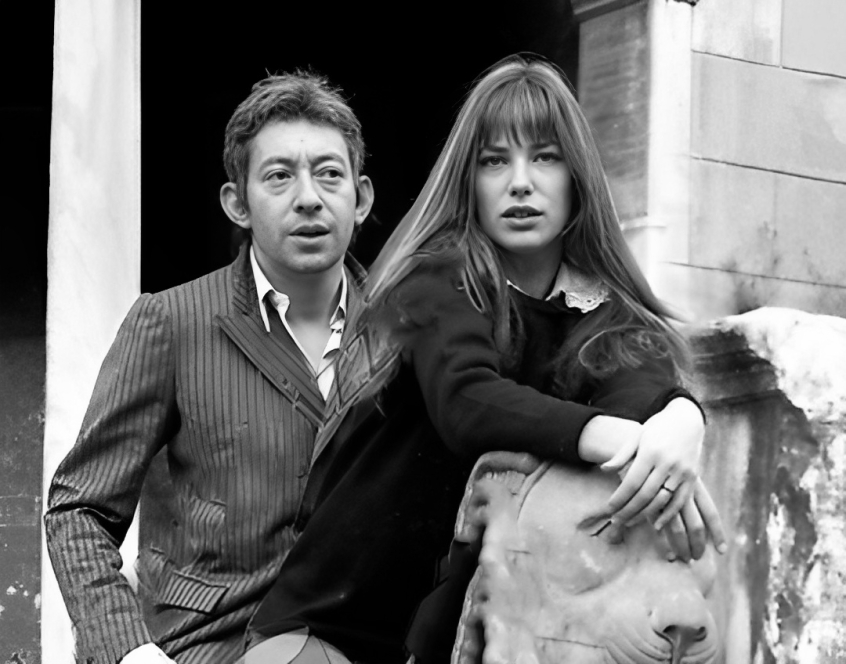
Met Serge Gainsbourg in 1976

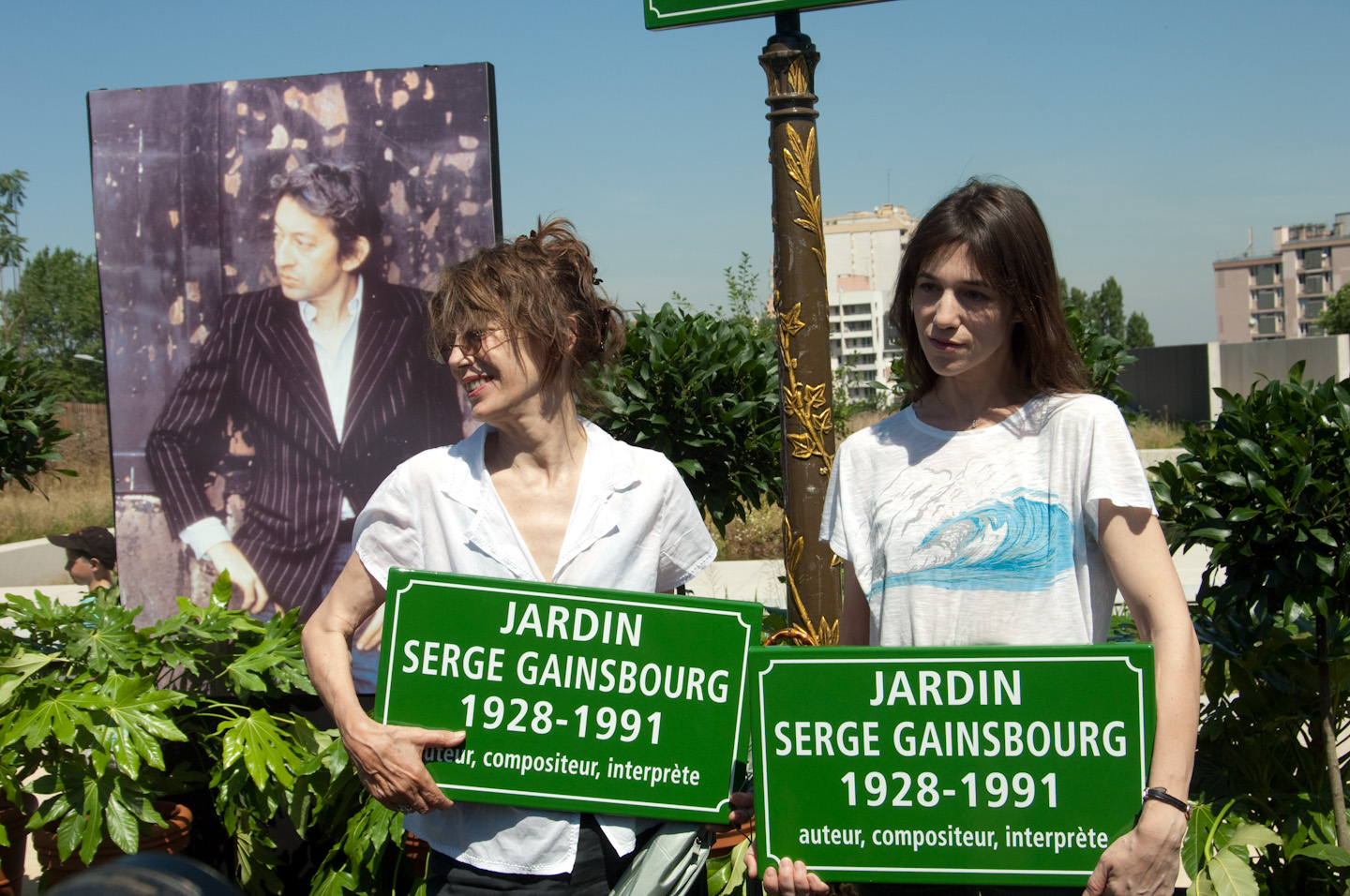
Jane Birkin (l.) en dochter Charlotte Gainsbourg herdenken Serge Gainsbourg in 2010

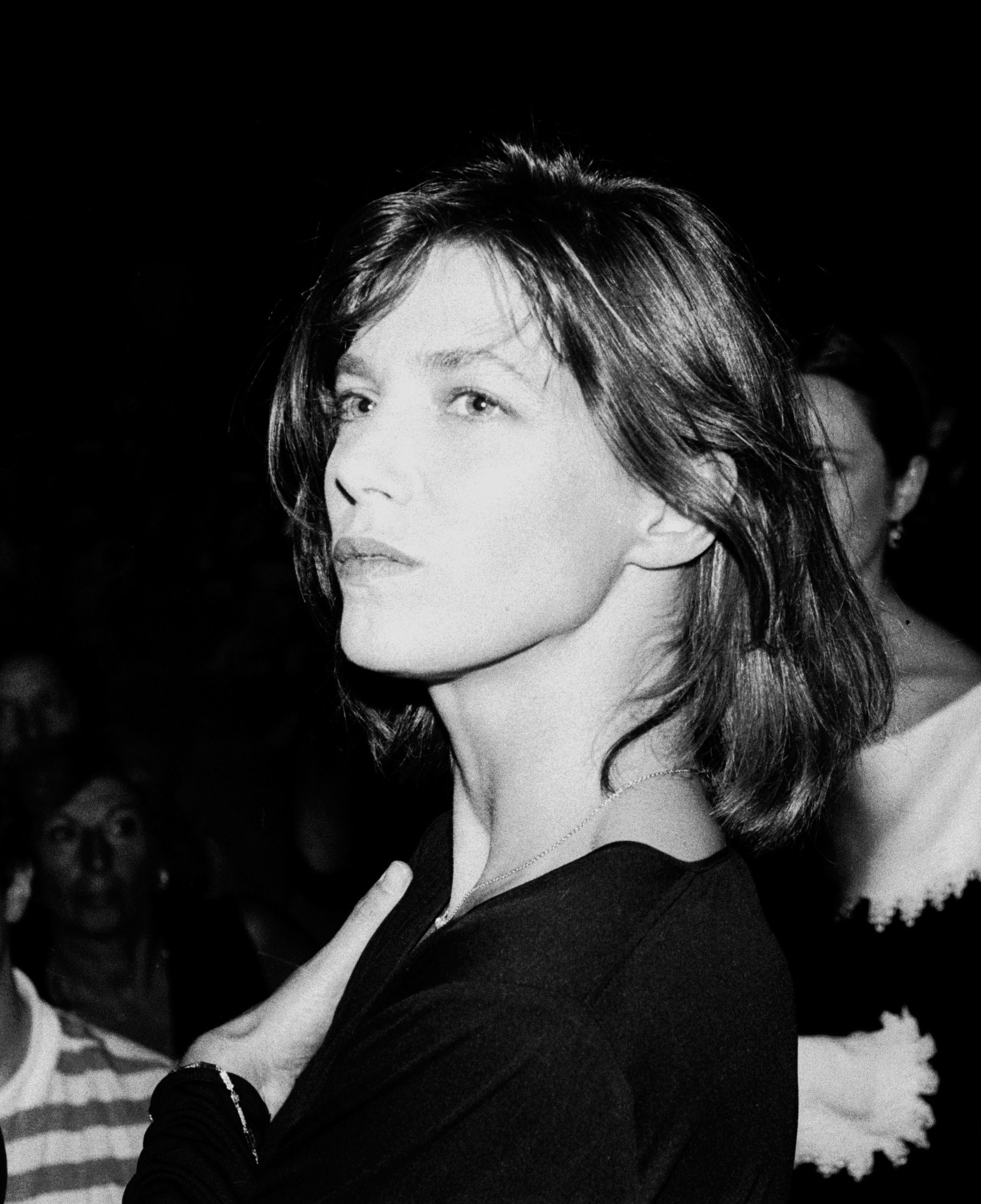
Jane Birkin in 1985

Jane Mallory Birkin (Londen, 14 december 1946 – Parijs, 16 juli 2023) was een Engelse actrice en zangeres die vanaf eind jaren zestig in Frankrijk woonde. In Nederland en Vlaanderen is zij vooral bekend van haar duet met haar toenmalige partner Serge Gainsbourg, Je t'aime... moi non plus uit 1969.

## Biografie
Birkin werd op 17-jarige leeftijd door de Engelse muziekschrijver John Barry gecast voor een rol in zijn in 1965 uitgebrachte musical Passion flower hotel. In 1966 verwierf ze redelijke bekendheid met haar rol als naaktmodel in Michelangelo Antonioni's controversiële film Blow-Up.
Op 22-jarige leeftijd vertrok zij naar Frankrijk om er auditie te doen voor de vrouwelijke hoofdrol in de fiIm Slogan, waarin haar tegenspeler de achttien jaar oudere Franse popster Serge Gainsbourg was. Er ontstond een romance tussen beiden. In 1969 namen ze (een tweede versie van) het door Gainsbourg geschreven erotische Franstalige nummer Je t'aime... moi non plus op. De eerste versie hiervan was opgenomen met Brigitte Bardot, maar die vond de opname achteraf te gewaagd om uit te brengen. De single was controversieel door zijn expliciet seksuele aard. De tekst van het nummer werd ondersteund door gekreun en gehijg en sommige radiostations weigerden hem te draaien. Toch werd het nummer een grote hit in verscheidene Europese landen. Hierna volgde al gauw het album Jane Birkin - Serge Gainsbourg.
In het begin van de jaren zeventig richtte Birkin zich voornamelijk op haar filmcarrière, onder meer in de rol als lesbische geliefde van Brigitte Bardot in Don Juan 73 van Roger Vadim (1973). Met Gainsbourg nam zij enkele albums op, waaronder Lolita Go Home (1975) en Ex-Fan des Sixties (1978). Haar platen zijn vooral in Frankrijk zeer succesvol.
In 1987 speelde zij in de film Kung-Fu Master van Agnès Varda, waarvoor ze tevens het script schreef. Haar rol van een veertigjarige vrouw die een relatie begint met een vijftienjarige jongen zorgde voor enige controverse. Varda uitte haar waardering voor Birkin door het jaar daarop de lange documentaire Jane B. par Agnès V op te nemen.

### Humanitaire missies
Na het overlijden van Serge Gainsbourg ging zij zich inzetten voor goede doelen, waarbij zij voor Amnesty International zong en een film opnam voor de strijd tegen aids. Ook ging zij mee op humanitaire missies, zoals naar Sarajevo in een tank die geladen was met voedsel en boeken. Verder nam zij meer maatschappelijke verplichting op zich, zoals de strijd tegen de doodstraf tot de legalisering van de abortus. Ook ondernam zij reizen naar oorlogsgebieden, zoals Rwanda en Kosovo.

### Privéleven
Birkin was de dochter van luitenant-ter-zee David Birkin en actrice Judy Campbell. Haar broer is regisseur en scenarioschrijver Andrew Birkin.
In 1965 trouwde Birkin met John Barry, die de muziek schreef bij onder andere de James Bond-films. De twee scheidden in 1968. Met Barry kreeg ze in 1967 Kate Barry, die fotografe werd. Kate overleed op 11 december 2013 op 46-jarige leeftijd. Birkin kreeg in 1968 een relatie met Gainsbourg die tot 1980 zou duren. Met hem kreeg ze de latere actrice en zangeres Charlotte Gainsbourg, geboren in 1971. Haar derde dochter is actrice, fotomodel en zangeres Lou Doillon, geboren in 1982, uit haar relatie met de Franse regisseur Jacques Doillon, met wie ze samenwoonde van de vroege jaren tachtig tot 1992.

#### Gezondheid
In 2002 werd bij haar leukemie geconstateerd en zij werd daarvoor behandeld. In 2021 kreeg zij een beroerte. Door haar tanende gezondheid moest zij veelvuldig haar optredens afgelasten. Birkin werd op 16 juli 2023 door haar persoonlijke verpleegster dood gevonden in haar huis in Parijs. Ze was 76 jaar oud.

## Filmografie
- The Knack ...and How to Get It (1965, niet vermeld op de aftiteling)
- Blow-Up (1966)
- Wonderwall (1968)
- Slogan (1969)
- La Piscine (1969)
- Les Chemins de Katmandou (1969)
- Trop jolies pour être honnêtes (1972)
- Don Juan ou Si Don Juan était une femme... (1973)
- Projection privée (1973)
- Le Mouton enragé (1974)
- La Moutarde me monte au nez (1974)
- Comment réussir quand on est con et pleurnichard (1974)
- La Course à l'échalote (1975)
- Catherine et Cie (1975)
- Sept morts sur ordonnance (1975)
- Je t'aime moi non plus (1976)
- L'Animal (1977)
- Death on the Nile (1978)
- La Fille prodigue (1981)
- Evil Under the Sun (1982)
- L'Ami de Vincent (1983)
- Circulez y a rien à voir (1983)
- L'Amour par terre (1984)
- La Pirate (1984)
- Le Garde du corps (1984)
- Le Neveu de Beethoven (1985)
- Dust (1985)
- La femme de ma vie (1985)
- Comédie! (1987)
- Kung-Fu Master (1987)
- Soigne ta droite (1987)
- Jane B. par Agnès V. (1988)
- Daddy Nostalgie (1990)
- La Belle Noiseuse (1991)
- Les Cent et une nuits de Simon Cinéma (1995)
- On connaît la chanson (1997)
- A Soldier's Daughter Never Cries (1998)
- The Last September (1999)
- Reines d'un jour (2001)
- Merci Docteur Rey (2002)
- Mariées mais pas trop (2003)
- La femme et le TGV (2016)

## Discografie

### Albums
- Jane Birkin - Serge Gainsbourg (1969) (SG)
- (Hoesfoto en stem op) Serge Gainsbourg: Histoire de Melody Nelson (1971) (SG)
- Di Doo Dah (1973)
- Lolita Go Home (1975) (SG)
- Ex-Fan des Sixties (1978) (SG)
- Baby Alone in Babylone (1983) (SG)
- Lost Song (1987) (SG)
- Jane Birkin au Bataclan (1987) (live, SG)
- Amour des Feintes (1990) (SG)
- Intégral Casino de Paris (1992) (live)
- Version Jane (1996)
- Intégral Olympia (1996) (live)
- The Best Of (1998) (compilatie)
- À la légère (1999)
- Arabesque (2002)
- Rendez-vous (2004)
- Fictions (2006)

(SG) = albums geschreven door Serge Gainsbourg

### Singles
| Single met eventuele hitnotering(en) in de Nederlandse Top 40 | Datum van verschijnen | Datum van binnenkomst | Hoogste positie | Aantal weken | Opmerkingen                                  |
| ------------------------------------------------------------- | --------------------- | --------------------- | --------------- | ------------ | -------------------------------------------- |
| Je t'aime... moi non plus                                     |                       | 24-05-1969            | 2               | 29           | met Serge Gainsbourg / hit van het jaar 1969 |
| La décadanse                                                  |                       | 26-02-1972            | tip 4           | -            | met Serge Gainsbourg                         |
| Je t'aime... moi non plus                                     |                       | 02-02-1974            | 4               | 10           | met Serge Gainsbourg / opnieuw uitgebracht   |

### NPO Radio 2 Top 2000
| Nummer met noteringen in de NPO Radio 2 Top 2000 | '99 | '00  | '01  | '02  | '03  | '04  | '05  | '06  | '07  | '08  | '09  | '10 | '11  | '12  | '13  |
| ------------------------------------------------ | --- | ---- | ---- | ---- | ---- | ---- | ---- | ---- | ---- | ---- | ---- | --- | ---- | ---- | ---- |
| Je t'aime… moi non plus (met Serge Gainsbourg)   | 933 | 1140 | 1441 | 1910 | 1822 | 1309 | 1641 | 1729 | 1723 | 1629 | 1733 | -   | 1764 | 1511 | 1980 |

1. ↑  Een '-' betekent dat het nummer niet was genoteerd en een vetgedrukt getal geeft de hoogste notering aan.
2. ↑  Deze tabel is bijgewerkt tot en met de meest recente editie (2024).

## Trivia

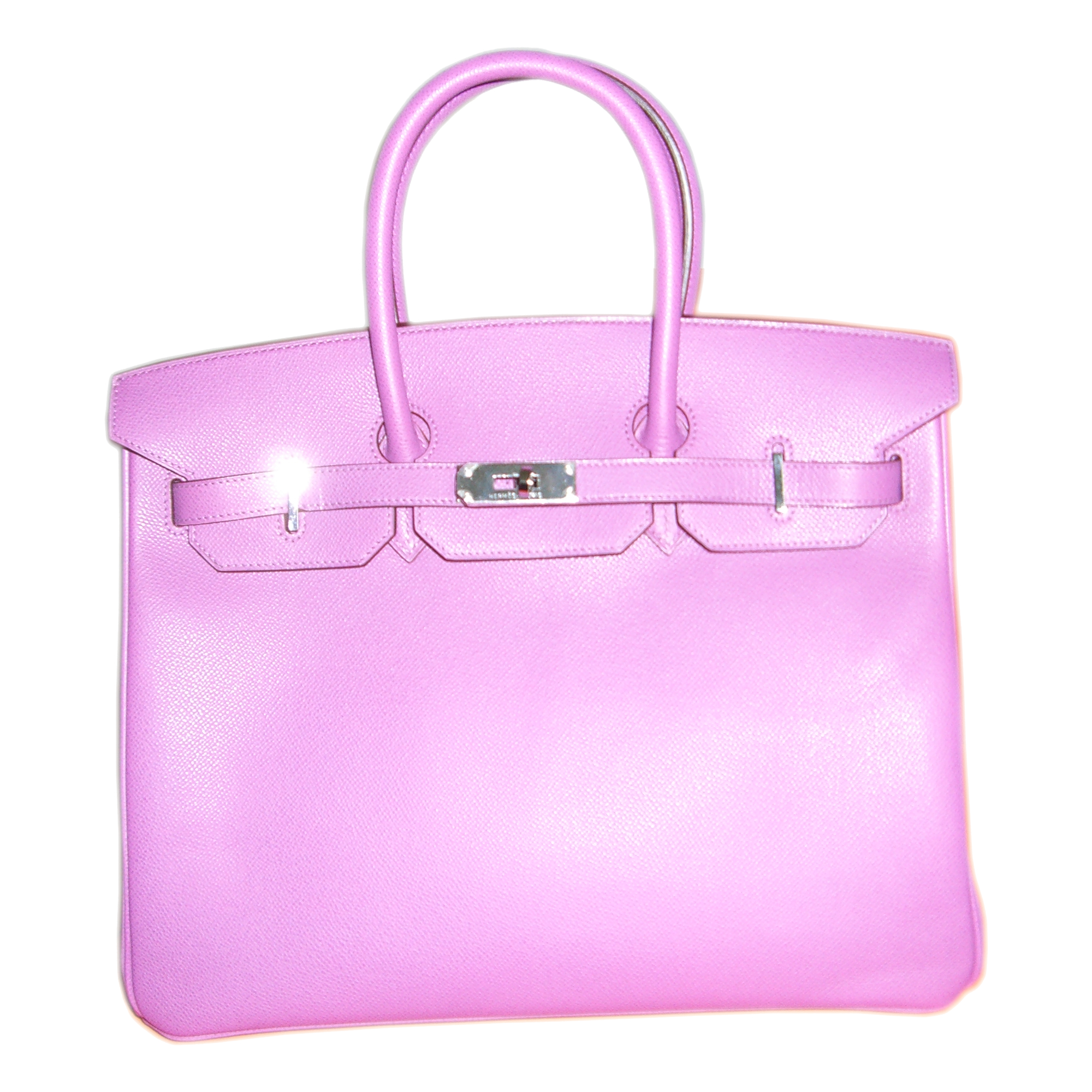
De Birkin-tas

- Het Franse modehuis Hermès ontwierp in 1984 de handtas Birkin voor haar, nadat de president van Hermès, Jean-Louis Dumas, haar op een vliegtuig had zien worstelen met haar tas.[5] De tas werd een van de populairste modellen van het modehuis, ondanks de hoge prijs.
- Jane Birkin werd benoemd tot Officier in de Orde van het Britse Rijk vanwege haar verdiensten voor het acteervak.